# Spodnja Luša
Spodnja Luša – wieś w Słowenii, w gminie Škofja Loka. W 2018 roku liczyła 165 mieszkańców.